# Namaka
Namaka, Haumea II, S/2005 (2003 EL61) 2 eller (136108) Haumea II (Namaka) är en naturlig satellit eller måne till dvärgplaneten och det transneptunska objektet Haumea. 
Månen upptäcktes 30 juni 2005 av M. E. Brown, M. A. van Dam, A. H. Bouchez, D. Le Mignant, R. D. Campbell, J. C. Y. Chin, A. Conrad, S. K. Hartman, E. M. Johansson, R. E. Lafon, D. L. Rabinowitz, P. J. Stomski, Jr., D. M. Summers, C. A. Trujillo och P. L. Wizinowich.
Månen tros ha bildats i samband med en kollision mellan objekt där is har slitits loss från Haumea och sedan samlats till objekt som gått i omloppsbana. Man antar att hela månen därför bara består av is och mätningar av strålningen bekräftar att den andra månens yta består till 100% av is.
Månen fick sitt namn den 17 september 2008 samtidigt med den andra månen och Haumea. Namaka är en vattenande som föddes ur Haumeas kropp inom hawaiiansk mytologi.
Gravitationen från den större månen och Haumeas avlånga form medverkar till att dess omloppsbana ändras med tiden.